# 1643 w polityce

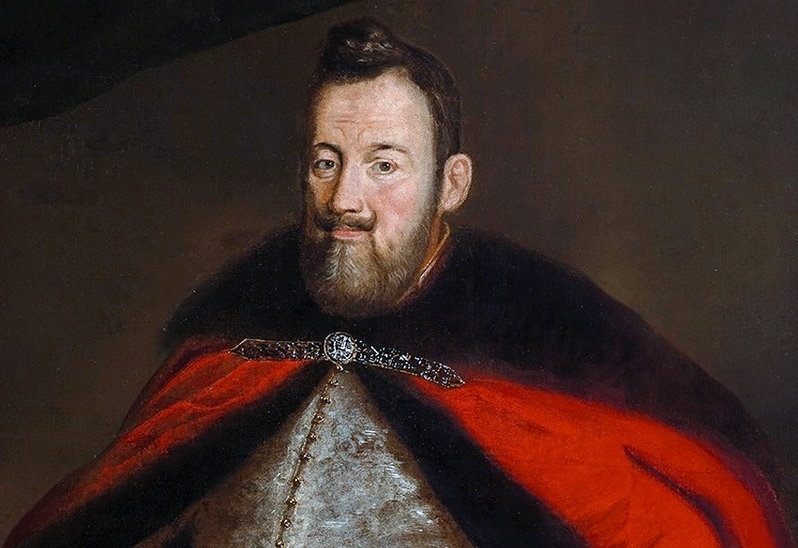
Jerzy Ossoliński

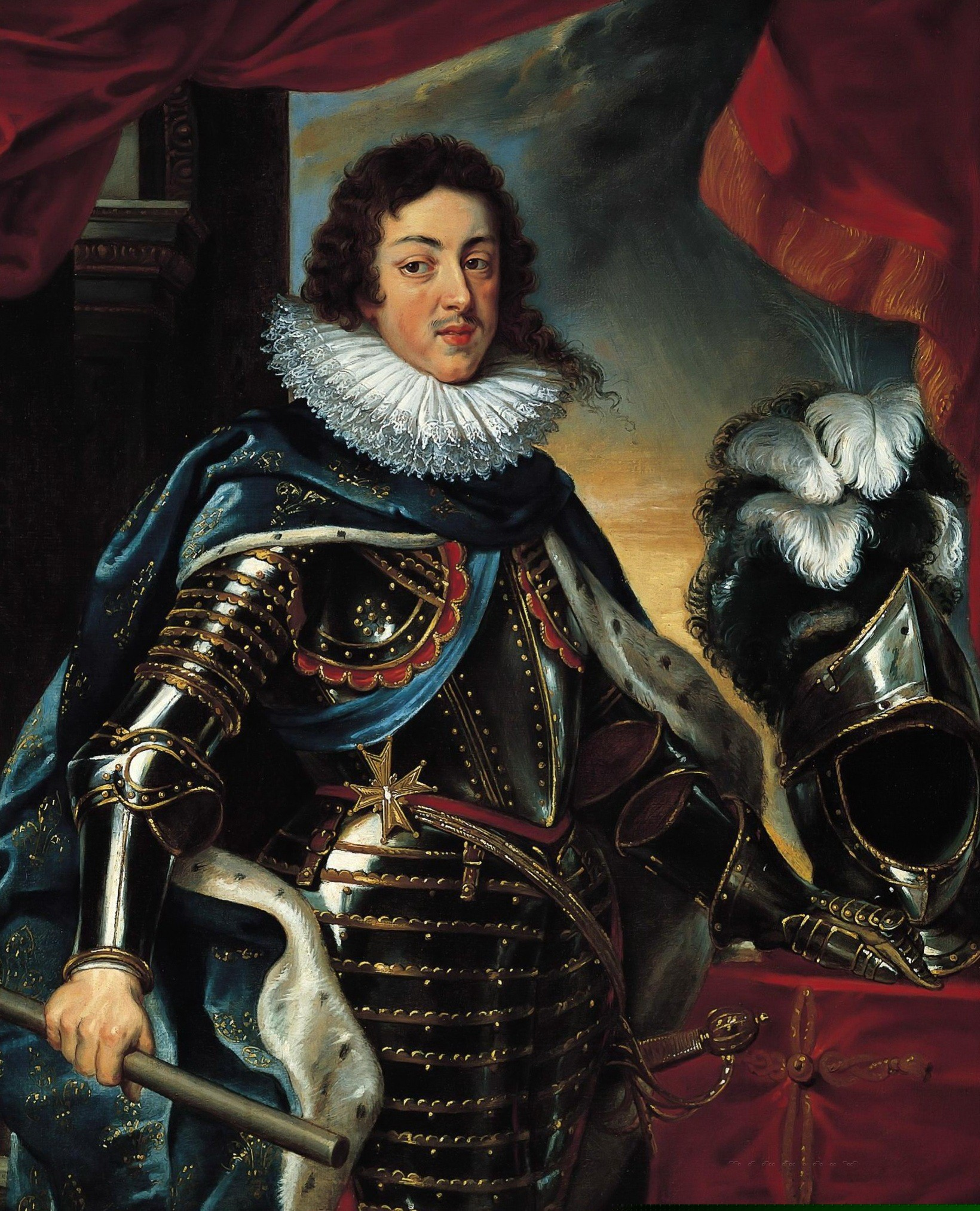
Ludwik XIII

Wydarzenia polityczne w 1643 roku.

## Wydarzenia
- Jerzy Ossoliński został kanclerzem wielkim koronnym[1].

## Urodzili się
- 4 stycznia Isaac Newton, angielski uczony i polityk[2].

## Zmarli
- 14 maja Ludwik XIII, król Francji[3].